# Pierre-Antoine Motteux
Pierre-Antoine Motteux, né à Rouen le 25 février 1663 et mort le 18 février 1718 à Londres, fut un dramaturge et traducteur normand.

## Biographie
Réformé réfugié après la révocation de l’Édit de Nantes en Angleterre chez son parent et parrain Paul Dominique Motteux, Pierre-Antoine Motteux s’appliqua à l’étude des langues et se familiarisa si bien avec la langue de sa nouvelle patrie, qu’après six ans seulement, il était rédacteur en chef du Gentleman's Journal. Comme d'autres huguenots, il a écrit l'une des pages les mieux remplies de l'histoire de la presse écrite, en pleine révolution financière britannique.
Il traduisit dans un anglais remarquable par la pureté de style plusieurs ouvrages français et espagnols, publiant, en 1693 la traduction jusqu’alors non publiée du Tiers Livre de Rabelais par Thomas Urquhart, travail revu par Ozell, et qui, selon Tytler, est un vrai modèle de l’art de traduire. L’année suivante, il édite les premier et deuxième livres de la traduction d’Urquhart. En 1694, il termine les travaux d’Urquhart avec sa propre traduction des quatrième et cinquième livres qui, bien que ne pouvant se comparer au style mordant et nerveux d’Urquhart, démontre une parfaite maîtrise de l’anglais familier et une perception juste et intime de l’œuvre de Rabelais. La traduction complète en cinq volumes a paru en 1693-1694 sous le titre The Whole Works of Francis Rabelais, M.D.
On a aussi de cet exact et fécond traducteur quelques œuvres tirées de son propre fond, telles que des prologues, des épilogues et un poème sur le thé d’abord inséré dans the Spectator et réimprimé en 1722 et plusieurs pièces de théâtre qui eurent un grand succès. Sa première pièce, une comédie en cinq actes intitulée Love’s Jest, a été représentée à Lincoln's Inn Fields en 1696. L’année suivante, il donna The Loves of Mars and Venus.
Il poursuit son œuvre de traducteur avec sa traduction du History of the Renowned Don Quixote de la Mancha (1701 puis 1712) qui compte parmi les meilleures traductions anglaises de Don Quichotte.
Malgré le grand succès qu’obtinrent ses publications, Motteux renonça dans la suite à la littérature pour se livrer au commerce. Il ouvrit un magasin de marchandises des Indes tout en remplissant en même temps un emploi lucratif dans les bureaux de la grande poste de Londres et acquit une fortune considérable par d’heureuses spéculations.
Quoique marié, il mourut en una maison mal famée près de Temple Bar (Londres) dans des circonstances qui paraissent avoir été un cas d’asphyxie autoérotique.

## Œuvres
- The Amorous miser, or the Younger the wiser, a comedy, London, B. Bragg, 1705
- The Anatomist, or the Sham-doctor. Prologue. The Loves of Mars and Venus, a play set to musick, London, 1735
- The Island princess, or the Generous Portuguese, made into an opera... All the musical entertainments and the greatest part of the play new and written by Mr. Motteux, London, W. Feales, 1734
- Love’s a jest, a comedy, London, P. Buck, 1696
- The Loves of Mars and Venus, a play set to music... , London, 1697
- The Novelty, every act a play... , London, R. Parker, 1697
- Thomyris queen of Scythia, an opera... , London, J. Tonson, 1707
- The Twin Rivals, a comedy... , London, T. Calson, 1772

## Traductions
- Francesco Caffaro, Beauty in distress, a tragedy... with a Discourse of the lawfulness and unlawfulness of plays, London, D. Brown, 1698
- Rabelais, Gargantua and Pantagruel, translated into English by Sir Thomas Urquhart and Peter le Motteux annis 1653-1694 ; with an introduction by Charles Whibley, London, D. Nutt, 1900
- Miguel de Cervantes, The Life and Achievements of Don Quixote de la Mancha, London, G. Newnes, 1902
- Pidou de Saint-Olon, The Present state of the empire of Morocco, with a faithful account of the manners, religion and government of that people, London, R. Bently, 1695